# Binh chủng Tăng – Thiết giáp, Quân đội nhân dân Việt Nam
Binh chủng Tăng - Thiết giáp Quân đội nhân dân Việt Nam là một binh chủng trong tổ chức Quân đội nhân dân Việt Nam, chịu trách nhiệm tác chiến đột kích trên bộ và đổ bộ (hải quân), được trang bị các loại xe tăng, xe bọc thép, với hỏa lực mạnh, sức cơ động cao. Ngày truyền thống: 5 tháng 10
- Trụ sở Bộ Tư lệnh: Quận Bắc Từ Liêm, Thành phố Hà Nội

## Lịch sử hình thành
Từ giữa năm 1955, Bộ Tổng Tư lệnh Quân đội nhân dân Việt Nam đã tuyển chọn nhiều cán bộ chiến sĩ tập trung để đưa đi học bổ túc văn hóa tại Trường Văn hóa Quân đội, với mục đích tạo nguồn để đào tạo cán bộ sĩ quan cả về chỉ huy, tham mưu và các quân binh chủng kỹ thuật, trong đó có binh chủng thiết giáp.
Tháng 8 năm 1956, 2 đoàn cán bộ, chiến sĩ được tuyển chọn cử đi Trung Quốc để đào tạo về tăng - thiết giáp. Đoàn thứ nhất gồm 55 người, do ông Đào Huy Vũ làm đoàn trưởng, học về chỉ huy kỹ thuật và xe tăng-thiết giáp. Đoàn thứ hai có 147 người, học kỹ thuật vận hành và đảm bảo kỹ thuật xe. Từ cuối tháng 7 năm 1959, các đoàn học viên lần lượt tập trung tại một doanh trại quân đội ở thành phố Quế Lâm (Quảng Tây, Trung Quốc). Tháng 8 năm 1959, gần 100 xe tăng T-34 đầu tiên được chuyển thuộc cho đoàn học viên xe tăng Việt Nam, đánh số từ 100 trở đi.
Cũng trong tháng 8 năm 1959, Bộ Quốc phòng quyết định xây dựng một căn cứ huấn luyện xe tăng, lấy mật danh là Công trường 92, tại khu vực núi Đanh thuộc xã Kim Long, huyện tam đảo, tỉnh Vĩnh phú (nay thuộc huyện Tam Dương, tỉnh Vĩnh Phúc). Ngày 2 tháng 9 năm 1959, Thiếu tướng Trần Văn Quang, Phó Tổng Tham mưu trưởng Quân đội nhân dân Việt Nam sang Trung Quốc thăm đoàn học viên và thay mặt Quân ủy Trung ương, Bộ Quốc phòng ra Nghị định số 449/NĐ, quyết định thành lập trung đoàn xe tăng đầu tiên của Quân đội nhân dân Việt Nam mang phiên hiệu 202. Tuy nhiên, mãi 3 ngày sau, ngày 5 tháng 10 năm 1959, Bộ Quốc phòng mới ký quyết định thành lập một đơn vị thiết giáp cấp trung đoàn trực thuộc Bộ Tổng Tư lệnh, lấy phiên hiệu là Trung đoàn 202, mang mật danh H02, do Thiếu tá Đào Huy Vũ làm Trung đoàn trưởng, Thiếu tá Đặng Quang Long làm Chính ủy. Ngày 5 tháng 10 về sau trở thành ngày truyền thống của Binh chủng Tăng - Thiết giáp Quân đội nhân dân Việt Nam.
Sau khi thành lập, Đoàn H02 lần lượt được đưa về nước, làm nòng cốt để tiếp tục huấn luyện theo thực tế trong nước. Ngày 13 tháng 7 năm 1960, những chiếc xe tăng T-34 và pháo tự hành SU-76 và một số xe chuyên dụng đã được chuyên chở bằng tàu hỏa từ Trung Quốc về tới Việt Nam. Đúng 17 giờ, những chiếc xe tăng T-34 do Liên Xô viện trợ đã được chuyển bằng xe lửa về tới ga Vĩnh Yên. 18 giờ 33 phút, chiếc xe tăng mang số hiệu 114 do trung sĩ Đào Văn Bàn điều khiển đã in vết xích đầu tiên trên mảnh đất Việt Nam.
Cũng trong năm 1960, một số đoàn học viên khác cũng được gửi đi Liên Xô để được đào tạo nâng cao và học về loại T-54 hiện đại hơn. Tuy nhiên, do những bất đồng chính trị, từ cuối năm 1964, Việt Nam không gửi các đoàn học viên sang học nữa.
Ngày 1 tháng 3 năm 1961, đại đội huấn luyện, mật danh C12, được thành lập để huấn luyện đào tạo cho Sư đoàn 308 một tiểu đoàn xe tăng với quân số 172 người, đào tạo cho Bộ 10 cán bộ, 150 thợ sửa chữa xe tăng, thiết giáp và 2 đại đội xe bọc thép với quân số 164 người.
Cuối tháng 3 năm 1961, Việt Nam tiếp nhận giúp Lào 44 xe tăng lội nước PT-76. Một lớp tập huấn gồm 26 cán bộ, chiến sĩ được các chuyên gia Liên Xô hướng dẫn sử dụng và bảo dưỡng, để sau đó bàn giao và huấn luyện lại cho quân đội Pathet Lào.
Ngày 29 tháng 2 năm 1962, Việt Nam tiếp nhận thêm một số trang bị mới bao gồm 19 xe PT-76, 11 xe T-54, 1 xe T-10, 4 xe dắt T-34 do Liên Xô viện trợ. Cuối năm 1963, Việt Nam tiếp nhận thêm 72 xe T-34, 11 xe T-54, 31 xe PT-76. Lúc này, tổng số xe tăng thiết giáp và các xe hỗ trợ của Việt Nam đã có là 164 chiếc các loại.
Ngày 22 tháng 6 năm 1965, trung đoàn xe tăng thứ hai được thành lập trên cơ sở các học viên từ Liên Xô về cùng với những chiếc T-54 được viện trợ, mang phiên hiệu 203. Bộ Tư lệnh Thiết giáp cũng được thành lập. Trung tá Đào Huy Vũ, Trung đoàn trưởng Trung đoàn 202 được cử là Phó Tư lệnh, đảm nhận quyền Tư lệnh. Trung tá Lê Ngọc Quang được cử làm Chính ủy.

### Quá trình chiến đấu
Cuối tháng 1 năm 1968, lực lượng tăng thiết giáp Quân đội nhân dân Việt Nam tham chiến lần đầu tiên tại Trận Tà Mây (chiến dịch đường 9 - Khe Sanh). 20 giờ ngày 23-1-1968, bộ đội xe tăng với trang bị là xe tăng hạng nhẹ PT-76 đã chở bộ binh đánh thẳng vào bên trong cứ điểm Tà Mây, dùng hỏa lực đánh sập lô cốt, ụ súng, khiến quân địch tháo chạy. Ngày 7/2/1968, tại Trận Làng Vây, bộ đội tăng - thiết giáp với 14 xe PT-76 đã chi viện cho bộ binh tiêu diệt cứ điểm Làng Vây. Ngày 7/2 trở thành ngày kỷ niệm đánh thắng trận đầu của bộ đội Tăng thiết giáp.
Từ năm 1971 trở đi, các đơn vị xe tăng - thiết giáp dần phát triển, hình thành các đơn vị trực thuộc binh chủng và trực thuộc các quân khu, quân đoàn.
Trong Chiến dịch Đường 9 - Nam Lào năm 1971, bộ đội Tăng thiết giáp với trang bị 88 xe tăng đã cùng các đơn vị bạn đập tan cuộc tấn công của địch, góp phần bảo vệ con đường vận chuyển chiến lược Đường mòn Hồ Chí Minh.
Trong cuộc tiến công chiến lược năm 1972, với lực lượng khoảng 10 tiểu đoàn, trang bị 322 xe tăng, xe thiết giáp các loại, lực lượng tăng thiết giáp Việt Nam đã tham gia nhiều chiến dịch, đánh 82 trận, vận dụng nhiều hình thức chiến thuật, phương pháp tác chiến và giành nhiều thành tích, tiêu diệt được hàng trăm xe tăng - xe thiết giáp và hàng nghìn bộ binh của địch.
Từ năm 1973 đến năm 1974, trên chiến trường Nam Bộ, bộ đội tăng thiết giáp đã tham gia 26 trận chiến đấu, bảo vệ vùng giải phóng và tuyến đường vận tải chiến lược 559 (Đường Hồ Chí Minh).
Trong Chiến dịch Hồ Chí Minh, Bộ Tổng tư lệnh đã huy động 398 xe tăng, thiết giáp (gồm cả vài chục xe chiến lợi phẩm vừa tịch thu được) tiến vào chiến đấu, dẫn đầu đội hình năm cánh quân giải phóng Sài Gòn - Gia Định. Đại đội trưởng đại đội xe tăng 4 Bùi Quang Thận đã cắm lá cờ chiến thắng trên nóc Dinh Độc Lập. Chính ủy Lữ đoàn xe tăng 203 Bùi Văn Tùng là người thay mặt Quân Giải phóng Miền Nam Việt Nam tiếp nhận sự đầu hàng của Tổng thống chế độ Sài Gòn Dương Văn Minh ngày 30 tháng 4 năm 1975.
Tính chung từ năm 1968 cho đến hết năm 1975, bộ đội tăng thiết giáp đã tham gia chiến đấu trong 14 chiến dịch, 211 trận đánh. Thành tích được ghi nhận là đã diệt 2 vạn bộ binh, phá hủy gần 2.000 xe tăng - xe thiết giáp và 870 xe quân sự các loại; đánh sập 3.500 lô cốt, ụ súng và trận địa pháo; bắn chìm hoặc bắn cháy 18 tàu, xuồng chiến đấu; bắn rơi 35 máy bay các loại, hỗ trợ các đơn vị bạn thu giữ 1.672 xe tăng - xe thiết giáp, 250 súng cối và nhiều trang thiết bị quân sự của địch.
Ngày 20 tháng 10 năm 1976, Binh chủng Tăng Thiết giáp được Quốc hội và Chính phủ Việt Nam tuyên dương danh hiệu Đơn vị Anh hùng lực lượng vũ trang nhân dân. Tính đến năm 2014, đã có 38 tập thể và 14 cá nhân thuộc Binh chủng được tuyên dương danh hiệu Anh hùng Lực lượng vũ trang nhân dân. Binh chủng Tăng thiết giáp còn được tặng thưởng 1 Huân chương Hồ Chí Minh, 1 Huân chương Sao vàng, 1 Huân chương độc lập hạng Nhất, 5 Huân chương Quân công hạng Nhất, Nhì, Ba và hàng nghìn lượt tập thể, cá nhân được tặng thưởng Huân, Huy chương các loại.

## Lãnh đạo Binh chủng Tăng Thiết Giáp
- Tư lệnh:[7] Thiếu tướng Đỗ Đình Thanh
- Chính ủy: Đại tá Hoàng Văn Lợi
- Phó Tư lệnh, Tham mưu trưởng: Đại tá Hồ Viết Trương
- Phó Tư lệnh: Đại tá Phan Hải Long
- Phó Chính ủy: Đại tá Nguyễn Thiện Thanh

## Cơ quan trực thuộc
- Văn phòng
- Thanh tra
- Phòng Tài chính
- Phòng Khoa học Quân sự
- Phòng Điều tra hình sự
- Cơ quan Ủy ban kiểm tra
- Bộ Tham mưu
- Cục Chính trị
- Cục Hậu cần - Kỹ thuật

## Đơn vị cơ sở trực thuộc
- Trường Sĩ quan Tăng - Thiết giáp: Tam Đảo, Vĩnh Phúc. Ngày truyền thống: 22 tháng 6 năm 1965
- Trường Trung cấp Kỹ thuật Tăng - Thiết giáp: Bình Xuyên, Vĩnh Phúc. Ngày truyền thống 01 tháng 5 năm 1976.
- Trường Trung cấp Kỹ thuật Tăng - Thiết giáp (Khu B): Nho Quan, Ninh Bình.
- Phân hiệu miền Nam - Trường Trung cấp Kỹ thuật Tăng - Thiết giáp: thành lập ngày 18 tháng 1 năm 2024, tiền thân là trường Hạ sĩ quan xe tăng 1 [8]
- Lữ đoàn Xe tăng 201 - Thị trấn Xuân Mai, thành lập ngày 18 tháng 11 năm 1971.
- Lữ đoàn Xe tăng 215 - thành lập ngày 10 tháng 4 năm 1973.
- Lữ đoàn xe Tăng - Thiết giáp 202.
- Lữ đoàn xe Tăng - Thiết giáp 22.[9]

## Chỉ huy, lãnh đạo binh chủng qua các thời kỳ

### Tư lệnh Binh chủng
| STT | Họ tên           | Thời gian tại chức | Cấp bậc tại nhiệm                            | Chức vụ cuối cùng | Ghi chú                              |
| --- | ---------------- | ------------------ | -------------------------------------------- | ----------------- | ------------------------------------ |
|     | Đào Huy Vũ       | 6.1965- 9.1971     | Trung tá Thượng tá                           |                   | Phó Tư lệnh, kiêm quyền Tư lệnh      |
| 1   | Nguyễn Thế Lâm   | 10.1971- 11.1974   | Đại tá Thiếu tướng (1974)                    |                   | Tư lệnh chính thức đầu tiên          |
| 2   | Đào Huy Vũ       | 12.1974-7.1980     | Đại tá Thiếu tướng (1979)                    |                   |                                      |
| 3   | Lê Xuân Kiện     | 8.1980- 12.1989    | Thiếu tướng                                  |                   |                                      |
| 4   | Trần Doãn Kỷ     | 6.1990- 11.1993    | Thiếu tướng                                  |                   |                                      |
| 5   | Đoàn Sinh Hưởng  | 12.1993- 11.2002   | Đại tá Thiếu tướng (1999) Trung tướng (2006) |                   | Anh hùng lực lượng vũ trang nhân dân |
| 6   | Lê Xuân Tấu      | 12.2002- 5.2005    | Đại tá Thiếu tướng (2003)                    |                   | Anh hùng lực lượng vũ trang nhân dân |
| 7   | Vũ Bá Đăng       | 6.2005-4.2010      | Đại tá Thiếu tướng (2006)                    |                   |                                      |
| 8   | Hoàng Trung Kiên | 5.2010-2013        | Đại tá Thiếu tướng (2010)                    |                   |                                      |
| 9   | Nguyễn Khắc Nam  | 10.2013-10.2019    | Đại tá Thiếu tướng (2014)                    |                   |                                      |
| 10  | Đỗ Đình Thanh    | 11.2019-Nay        | Đại tá, Thiếu tướng (2020)                   |                   |                                      |

### Chính ủy Binh chủng
| STT | Họ tên            | Thời gian tại chức | Cấp bậc tại nhiệm          | Chức vụ cuối cùng                                     | Ghi chú           |
| --- | ----------------- | ------------------ | -------------------------- | ----------------------------------------------------- | ----------------- |
| 1   | Lê Ngọc Quang     | 1965-1972          | Trung tá, Thượng tá        |                                                       | Chính ủy đầu tiên |
| 2   | Phạm Thạch Tâm    | 1973-2.1974        | Đại tá                     |                                                       |                   |
| 3   | Phạm Sinh         | 1974-2.1978        | Đại tá, Trung tướng        |                                                       |                   |
| 4   | Bùi Quỳ           | 8.1980-9.1988      | Thiếu tướng (1984)         |                                                       |                   |
| 5   | Hoàng Đăng Huệ    | 10.1988-2.1996     | Thiếu tướng                |                                                       |                   |
| 6   | Nguyễn Trọng Kiên | 2.1996-8.1998      | Đại tá                     |                                                       |                   |
| 7   | Nguyễn Hữu Thìn   | 9.1998-3.2004      | Thiếu tướng Trung tướng    | Chính ủy Tổng cục Kỹ thuật                            |                   |
| 8   | Nguyễn Đức Khiển  | 2004-2009          | Đại tá, Thiếu tướng (2006) | Trung tướng (2010) Cục trưởng Cục Tổ chức (2009-2014) |                   |
| 9   | Nguyễn Đức Cường  | 2009-2012          | Đại tá, Thiếu tướng (2010) | Phó Chính ủy Học viện Lục quân                        |                   |
| 10  | Nguyễn Thanh Hải  | 2012-12.2014       | Đại tá, Thiếu tướng (2012) | Phó Chính ủy Quân khu 3                               |                   |
| 11  | Vũ Mạnh Trí       | 12.2014-4.2019     | Thiếu tướng (4.2015)       |                                                       |                   |
| 12  | Nguyễn Đức Dinh   | 5.2019 - 6.2025    | Thiếu tướng 12.2019        |                                                       |                   |
| 13  | Hoàng Văn Lợi     | 6.2025 - nay       | Đại tá                     |                                                       |                   |

### Tham mưu trưởng Binh chủng
| STT | Họ tên           | Thời gian tại chức | Cấp bậc tại nhiệm  | Chức vụ cuối cùng                      | Ghi chú                              |
| --- | ---------------- | ------------------ | ------------------ | -------------------------------------- | ------------------------------------ |
| 1   | Dương Đằng Giang | 1965-1967          | Thiếu tá           |                                        | Quyền Tham mưu trưởng                |
| 2   | Dương Đằng Giang | 1967-1972          | Trung tá           |                                        | Tham mưu trưởng                      |
| 3   | Lê Xuân Tấu      | 1993-2002          | Đại tá Thiếu tướng | Tư lệnh Binh chủng                     | Anh hùng lực lượng vũ trang nhân dân |
| 4   | Nguyễn Đình Tâm  | ?-2010             | Đại tá Thiếu tướng | Phó Tư lệnh Quân đoàn 4                | Anh hùng lực lượng vũ trang nhân dân |
| 5   | Nguyễn Khắc Nam  | 2011-3.2013        | Đại tá Thiếu tướng | Tư lệnh Binh chùng                     |                                      |
| 6   | Trần Tuấn Tú     | 3.2013-10.2017     | Đại tá Thiếu tướng | Phó Giám đốc Học viện Kỹ thuật Quân sự |                                      |
| 7   | Đỗ Đình Thanh    | 11.2017 -10.2019   | Đại tá             | Tư lệnh Binh chủng                     |                                      |
| 8   | Hồ Viết Trương   | 10.2019-nay        | Đại tá             |                                        |                                      |

## Trang thiết bị

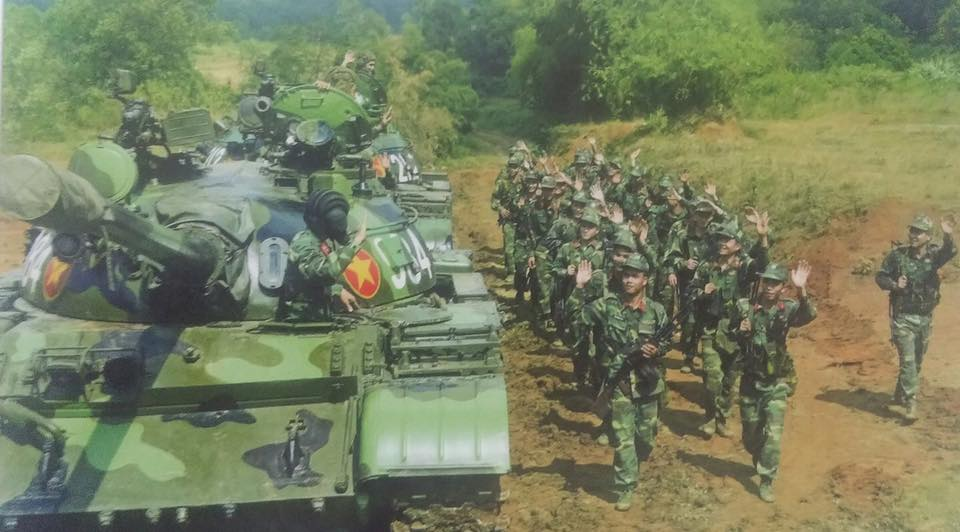
Xe tăng chiến đấu T-55 và bộ binh tham gia huấn luyện

| Ảnh                                                             | Xe                                                              | Nguồn gốc                                                       | Loại                                                            | Phiên bản                                                                | Số lượng hoạt động                                              | Chú thích |
| Xe tăng chiến đấu chủ lực/ Xe tăng hạng trung/ Xe tăng hạng nhẹ | Xe tăng chiến đấu chủ lực/ Xe tăng hạng trung/ Xe tăng hạng nhẹ | Xe tăng chiến đấu chủ lực/ Xe tăng hạng trung/ Xe tăng hạng nhẹ | Xe tăng chiến đấu chủ lực/ Xe tăng hạng trung/ Xe tăng hạng nhẹ | Xe tăng chiến đấu chủ lực/ Xe tăng hạng trung/ Xe tăng hạng nhẹ          | Xe tăng chiến đấu chủ lực/ Xe tăng hạng trung/ Xe tăng hạng nhẹ | Xe tăng chiến đấu chủ lực/ Xe tăng hạng trung/ Xe tăng hạng nhẹ |
| --------------------------------------------------------------- | --------------------------------------------------------------- | --------------------------------------------------------------- | --------------------------------------------------------------- | ------------------------------------------------------------------------ | --------------------------------------------------------------- | --- |
|                                                                 | T-90                                                            | Nga                                                             | Xe tăng chiến đấu chủ lực                                       | T-90S T-90SK                                                             | 64                                                              | [ 10 ] |
|                                                                 | T-62                                                            | Liên Xô                                                         | Xe tăng chiến đấu chủ lực                                       | T-62                                                                     | 70                                                              | |
|                                                                 | T-54/55                                                         | Liên Xô                                                         | Xe tăng hạng trung/Xe tăng chiến đấu chủ lực                    | T-54-1, T-54-2, T-54-3, T-54A, T-54B, T-55, T-55A, T-54M, T-55M3, T-55M. | 850                                                             | |
|                                                                 | Type-59                                                         | Trung Quốc                                                      | Xe tăng chiến đấu chủ lực                                       | Type-59, Type-59-I                                                       | 350                                                             | |
|                                                                 | T-34                                                            | Liên Xô                                                         | Xe tăng hạng trung                                              | T-34-85                                                                  | 50                                                              | Chủ yếu dùng để huấn luyện |
|                                                                 | M48 Patton                                                      | Hoa Kỳ                                                          | Xe tăng hạng trung                                              | M48A3, M67 Zippo                                                         | Không rõ                                                        | Được niêm cất bảo quản |
|                                                                 | M41 Walker Bulldog                                              | Hoa Kỳ                                                          | Xe tăng hạng nhẹ                                                | M41A3                                                                    | Không rõ                                                        | Được niêm cất bảo quản |
|                                                                 | M24 Chaffee                                                     | Hoa Kỳ                                                          | Xe tăng hạng nhẹ                                                | M24 Chaffee                                                              | không còn sử dụng                                               | Sau chiến thắng Điện Biên Phủ tháng 5/1954, QĐNDVN thu được 2 xe M24 còn hoạt động được và dùng vào nhiệm vụ huấn luyện hiệp đồng binh chủng. Cuối năm 1971, sau khi đánh bại cuộc hành quân Chenla II bộ đội Việt Nam thu được thêm 1 xe M24 khác của quân Lon Nol trong tình trạng pháo không có kim hỏa, biên chế cho Đoàn thiết giáp 26. Ngày 1/4/1972, trong trận Xa Mát (Tây Ninh) mở màn chiến dịch Nguyễn Huệ, chiếc xe tăng này đã tham gia chi viện bộ binh đánh chiếm căn cứ bằng hỏa lực đại liên 12,7 mm. Sau khi hoàn thành nhiệm vụ, chiếc M24 bị hỏng nặng không thể khôi phục đã được phá hủy tại trận địa. Đây cũng là trường hợp duy nhất ghi nhận M24 trực tiếp chiến đấu trong đội hình QĐNDVN. |
|                                                                 | M3 Stuart                                                       | Hoa Kỳ                                                          | Xe tăng hạng nhẹ                                                | M5A1                                                                     | Không còn sử dụng                                               | Ngày 25 tháng 5 năm 1971, Đại đội hỗn hợp tăng - thiết giáp đầu tiên mang phiên hiệu Đại đội 33 của Quân Giải phóng được thành lập, với vốn liếng đầu tiên là 6 xe chiến lợi phẩm M-24 (1), M-8 (1), M-5A1 (1) (chiến lợi phẩm trong trận phản công Cuộc hành quân Chenla II), M-41 (1) và M-113 (2) (chiến lợi phẩm trong trận phản công Cuộc hành quân Toàn Thắng TT02). Số này mất mát trong quá trình chiến đấu |
| Xe tăng lội nước                                                |                                                                 |                                                                 |                                                                 |                                                                          |                                                                 | |
|                                                                 | PT-76                                                           | Liên Xô                                                         | Xe tăng lội nước                                                | PT-76                                                                    | ~300                                                            | |
|                                                                 | PT-85                                                           | CHDCND Triều Tiên                                               | Xe tăng lội nước                                                | PT-85                                                                    | 150                                                             | [ 15 ] |
|                                                                 | Type-63                                                         | Trung Quốc                                                      | Xe tăng lội nước                                                | Type-63                                                                  | 150                                                             | Được sử dụng bởi Hải quân đánh bộ Việt Nam |
| Xe chiến đấu bộ binh                                            |                                                                 |                                                                 |                                                                 |                                                                          |                                                                 | |
|                                                                 | BMP-1                                                           | Liên Xô                                                         | Xe chiến đấu bộ binh                                            | BMP-1                                                                    | 150                                                             | |
|                                                                 | BMP-2                                                           | Liên Xô                                                         | Xe chiến đấu bộ binh                                            | BMP-2                                                                    | 150                                                             | |
|                                                                 | XCB-01                                                          | Việt Nam                                                        | Xe chiến đấu bộ binh                                            | XCB-01                                                                   | Chưa rõ                                                         | |
| Xe thiết giáp chở quân                                          |                                                                 |                                                                 |                                                                 |                                                                          |                                                                 | |
|                                                                 | BTR-40                                                          | Liên Xô                                                         | Xe thiết giáp chở quân                                          | BTR-40                                                                   | 100                                                             | |
|                                                                 | BTR-50                                                          | Liên Xô                                                         | Xe thiết giáp chở quân                                          | BTR-50PK (Ob'yekt 750K)                                                  | 280                                                             | |
|                                                                 | BTR-60                                                          | Liên Xô                                                         | Xe thiết giáp chở quân                                          | BTR-60PB                                                                 | 500                                                             | |
|                                                                 | BTR-152                                                         | Liên Xô                                                         | Xe thiết giáp chở quân                                          | BTR-152 Type 56: Phiên bản BTR-152 của Trung Quốc.                       | 400 160 xe Type 56.                                             | Một chiếc được chuyển thành xe cứu thương bọc thép để hỗ trợ bệnh viện dã chiến ở Bentiu, Nam Sudan, trong khuôn khổ sứ mệnh gìn giữ hòa bình của Liên hợp quốc tại Nam Sudan. |
|                                                                 | M-113                                                           | Hoa Kỳ                                                          | Xe thiết giáp chở quân                                          | M-113A1, M-132A1 Zippo                                                   | 200                                                             | Thu được 1.635 chiếc M113A1 (Đã qua sử dụng) sau năm 1975. Được trang bị trong một số đơn vị bộ binh cơ giới |
|                                                                 | M3                                                              | Hoa Kỳ                                                          | Xe thiết giáp chở quân bán bánh xích.                           | M3                                                                       | Không rõ còn sử dụng hay không.                                 | [ 19 ] |
|                                                                 | M8 Greyhound                                                    | Hoa Kỳ                                                          | Xe bọc thép hạng nhẹ                                            | M8                                                                       | Không rõ còn sử dụng hay không.                                 | Chiến lợi phẩm sau năm 1975 |
|                                                                 | Type 63                                                         | Trung Quốc                                                      | Xe thiết giáp chở quân                                          | Type 63-2                                                                | 80                                                              | |
| Xe thiết giáp trinh sát                                         |                                                                 |                                                                 |                                                                 |                                                                          |                                                                 | |
|                                                                 | BRDM-1                                                          | Liên Xô                                                         | Xe thiết giáp trinh sát                                         | BRDM-1                                                                   | 150                                                             | |
|                                                                 | BRDM-2                                                          | Liên Xô                                                         | Xe thiết giáp trinh sát                                         | BRDM-2                                                                   | 150                                                             | |
|                                                                 | RAM-2000                                                        | Israel                                                          | Xe thiết giáp trinh sát                                         | RAM-2000                                                                 | 100                                                             | Trang bị cho lực lượng cảnh sát cơ động |
|                                                                 | Cadillac Gage Commando                                          | Hoa Kỳ                                                          | Xe thiết giáp trinh sát                                         | Cadillac Gage V-100 Commando, V-150.                                     | khoảng 150-200 chiếc                                            | Chiến lợi phẩm sau năm 1975. Được nâng cấp, thay thế vũ khí Mỹ bằng vũ khí Nga tại nhà máy Z751. |
| Pháo tự hành                                                    |                                                                 |                                                                 |                                                                 |                                                                          |                                                                 | |
|                                                                 | SU-76                                                           | Liên Xô                                                         | Pháo tự hành                                                    | SU-76                                                                    | 30                                                              | Sử dụng rộng rãi trong Chiến tranh Việt Nam |
|                                                                 | SU-100                                                          | Liên Xô                                                         | Pháo tự hành                                                    | SU-100                                                                   | Không rõ                                                        | [ 23 ] [ 25 ] |
|                                                                 | ASU-85                                                          | Liên Xô                                                         | Pháo tự hành                                                    | ASU-85                                                                   | Không rõ                                                        | Nhận viện trợ từ Liên Xô, phía Việt Nam gọi là SU-85 |
|                                                                 | 2S1 Gvozdika                                                    | Liên Xô                                                         | Pháo tự hành                                                    | 2S1 Gvozdika                                                             | Không rõ                                                        | Nhận viện trợ từ Liên Xô, phía Việt Nam gọi là SU-122 |
|                                                                 | 2S3 Akatsiya                                                    | Liên Xô                                                         | Pháo tự hành                                                    | SO-152 Akatsiya                                                          | 30                                                              | Nhận viện trợ từ Liên Xô, phía Việt Nam gọi là SU-152 |
| Xe kĩ thuật- Xe đầu kéo                                         |                                                                 |                                                                 |                                                                 |                                                                          |                                                                 | |
|                                                                 | M578                                                            | Hoa Kỳ                                                          | Xe cứu kéo bọc thép hạng nhẹ.                                   | M578                                                                     | Không rõ còn sử dụng hay không.                                 | |
|                                                                 | BTS-4                                                           | Liên Xô                                                         | Xe cứu kéo bọc thép                                             | BTS-4                                                                    | Không rõ                                                        | |
|                                                                 | BREM-1M                                                         | Nga                                                             | Xe cứu kéo bọc thép                                             | BREM-1M                                                                  | 2                                                               | |
| MAZ-537 in Togliatti                                            | MAZ-537                                                         | Liên Xô                                                         | Xe đầu kéo hạng nặng                                            | MAZ-537                                                                  | Không rõ                                                        | |
| KET-T on KZKT-chassis (1)                                       | KZKT                                                            | Nga                                                             | Xe đầu kéo hạng nặng                                            | KZKT-7428 Rusich                                                         | Không rõ                                                        | |